# The Secrets of Wu Sin
Pour plus de détails, voir Fiche technique et Distribution.
The Secrets of Wu Sin est un film américain réalisé par Richard Thorpe, sorti en 1932.

## Synopsis
James Manning sauve Mona Gould du suicide, et lorsqu'il apprend qu'elle est journaliste, il l'engage à "La Tribune", dont il est rédacteur en chef. Il charge le reporter Eddie Morgan d'enquêter sur les entrées illégales d'immigrants chinois à San Francisco. Mona, qui a vécu à Chinatown, suit secrètement Eddie. Elle connaît beaucoup des habitants de ce quartier, parmi lesquels Miao Lin, à qui son tuteur, Wu Sin, ne permet pas d'épouser Charlie San, un jeune employé de banque. Toujours un peu en avance sur Eddie, Mona découvre que les immigrants arrivent sur le navire Hirondella et qu'ils sont ensuite transportés par camion. Elle engage un détective qui découvre que l'Hirondella appartient au millionnaire Roger King, dont la fille Margaret est fiancée à James. Mona prévient Margaret des activités de son père, mais elle refuse de la croire. Margaret en informe son père, qui demande protection à Wu Sin. Ce dernier, à la tête des Tongs, organise en fait les entrées illégales d'immigrants. Il rassemble les Tongs, et lors de cette réunion Charlie San est désigné pour tuer James. Charlie est horrifié, mais il finit par accepter lorsque Wu Sin lui dit que sa récompense sera la main de Miao Lin. Miao Lin confesse à Mona ce qu'on a demandé de faire à Charlie mais, un soir, alors que Mona et James se rendent chez Mona, James est la cible d'un tir de Charlie. Il n'est que blessé et comme Mona connaît son histoire, ils comprennent ses motivations. La police découvre Wu Sin mort chez lui. Roger King et sa fille quittent le pays à bord de l'Hirondella. Charlie San est mis à l'épreuve, et épouse Miao Lin, et James épouse Mona.

## Fiche technique
- Titre original : The Secrets of Wu Sin
- Réalisation : Richard Thorpe
- Scénario : William J. McGrath
- Dialogues : Betty Burbridge
- Direction artistique : Edward C. Jewell
- Photographie : M.A. Anderson
- Son : Pete Clark
- Montage : Vera Wade
- Production : George R. Batcheller, Maury M. Cohen
- Société de production : Invincible Pictures Corporation
- Société de distribution : Chesterfield Motion Pictures Corporation
- Pays d'origine :  États-Unis
- Langue originale : anglais
- Format : noir et blanc — 35 mm — 1,37:1 — son Mono (RCA Photophone)
- Genre : drame
- Durée : 65 minutes
- Date de sortie :
  - États-Unis : 15 décembre 1932

## Distribution
- Lois Wilson : Mona Gould
- Grant Withers : James Manning
- Dorothy Revier : Margaret King
- Robert Warwick : Roger King
- Tetsu Komai : Wu Sin
- Toshia Mori : Miao Lin
- Richard Loo : Charlie San
- Luke Chan : Luke
- James Wang : Pete